# Pseudorhaphitoma multigranosa
Pseudorhaphitoma multigranosa is een slakkensoort uit de familie van de Mangeliidae. De wetenschappelijke naam van de soort is voor het eerst geldig gepubliceerd in 1913 door Schepman.